# Assa (film)
Assa (ruský název: Асса) je sovětský film z roku 1987, natočený režisérem Sergejem Solovjovem. Film je první částí jeho trilogie – Assa (1987) / Čornaja roza - embljema pječali, krasnaja roza - embljema ljubvi (Черная роза - эмблема печали, красная роза - эмблема любви, tj. Černá růže je symbolem smutku, červená růže je symbolem lásky) (1989) / Dom pod zvjozdnym něbom (Дом под звездным небом, tj. Dům pod hvězdným nebem) (1991).
Ve filmu se objevují populární rockoví hudebníci (včetně Viktora Coje). Soundtrack obsahuje písně Borise Grebenščikova a skupiny Akvárium, Žanny Aguzarovové se skupinou Bravo, a také skupiny Kino. Hlavně proto se film Assa stal jedním ze základních filmových děl ruského rocku, který se nejvíce rozvíjel ve druhé polovině osmdesátých let.
Premiéra se uskutečnila 1. dubna 1988 v Moskvě.
V roce 2009 byl natočen film 2-Assa-2 jako druhá část dilogie: Anna Karenina/ 2-Assa-2.

## Děj
Děj filmu se odehrává v zimě roku 1980 na Jaltě. Mladá zdravotní sestra Alika se sblíží se svým pacientem Krymovem, který je cechovikem (termín v SSSR, nelegální majitel továrny vyrábějící nedostatkové zboží) a zločineckou autoritou plánující velké finanční machinace. Alika čeká na svého milence a na jednu noc si pronajme pokoj v domě u náhodné známosti – mladíka Bananana.
Postupně se Alika začíná o Bananana zajímat a s Krymovem tráví méně času, což u něj vyvolá žárlivost a podrážděnost. Bananan pracuje jako noční hlídač v divadle a se svými kamarády zpívá v jedné z místních restaurací. O sobě říká: ‚Žiju v tajném světe svých snů.‘ V divadle zároveň probíhá umělecké turné skupiny liliputánů. Albert, jeden z nich, je dlouholetým přítelem a bývalým komplicem Krymova.
Mezitím Krymova neustále sledují členové speciálních služeb - policie a KGB. Na Jaltě Krymov plánuje krádež houslí značky Guarneri. Tu má provést Albert jako splátku starého dluhu, který se nedávno znovu objevil.  Ale Albert se už nechce zabývat trestnou činností a spáchá sebevraždu - skočí přes palubu parníku. Jeho manželka Zoja velmi těžce nese zprávu o jeho smrti. Po jejím odjezdu Alika najde v pokoji liliputánů zbraň.
Krymovovi se dostanou do ruky snímky Aliky a Bananana, kteří se spolu vyfotili v automatu. Začne zuřit. Banananu demonstruje svoji moc nejprve tím, že oba plavou daleko od břehu Černého moře, což Bananana velmi vysílí. Dále mu na dostizích zajistí velkou výhru. Po tom všem Krymov navrhuje Banananu, aby na několik týdnů opustil Jaltu, ten ale odmítá. Proto Krymovovi pomocníci Bananana zabijí ránou nože do srdce a jeho tělo utopí v moři. Krymov žádá Aliku, aby s ním ihned odjela, ale když Alika odmítne, rozčílí se a řekne jí o vraždě Bananana. Za to jej Alika zastřelí pistolí.
V epilogu filmu přivede černoch Viťja, kamarád Bananana, nového zpěváka do restaurace. Jedná se o Viktora Coje, který ve filmu hraje sám sebe. Coj nečeká, až zaměstnankyně restaurace přeříká nudné školení o pravidlech chování estrádního umělce, ale rovnou vyjde na scénu a zazpívá svou píseň ‚Chci změny!‘ V průběhu písně se mění obraz – před Cojem se objeví obrovské množství diváků se zapalovači ve zvednutých rukách.
Ve filmu existuje paralelně ještě jedna dějová linka, a to zfilmovná část knihy Graň věkov (Грань веков, tj. Hranice století) od Natana Ejdelmana, kterou čte Krymov. Základem děje jsou poslední dny života ruského imperátora Pavla I. a jeho vražda v roce 1801.

## Hrají
- Stanislav Govoruchin — Krymov
- Taťjana Drubič — Alika
- Sergej ‚Afrika‘ Bugajev — Bananan
- Dmitrij Šumilov — černoch Viťja
- Alexandr Baširov — Šurik Babakin, ‚Major‘
- Anatolij Slivnikov— ‚Ambal'
- Viktor Běšljaga — Albert, lilipután
- Anita Žukovskaja — Zoja žena Alberta
- Herman Šorr — ‚Čir‘
- Ilja Ivanov — ‚Šar‘
- hudebníci skupiny Kino:
  - Viktor Coj
  - Sergej Ryženko
  - Тimur Novikov
  - Andrej Krisanov
- Georgij ‚Gustav‘ Gurjanov

- Kirill Kozakov – Platon Zubov
- Alexandr Domogarov – Alexandr I.
- Dmitrij Dolinin – Pavel I.
- Andrej Chaljavin – ‚Boroda‘, pracovník KGB
- Irena Kuksenajte – společnice pracovníka KGB
- hlas autora – Natan Ejdelman

### Epizodní role
- Gennadij Ivanov - policista
- Alexandr Inšakov – v restauraci udeřil ‚Majora‘
- A. Kasatkin – epizodní role
- S. Karpenko – epizodní role
- J. Merežko – epizodní role
- Alexandr Mylnikov - vyšetřovatel
- Jelena Petrovna – epizodní role
- Alexandr Sporychin – epizodní role
- Jurij Šumilo - dozorce
- Světlana Tormachova – Marja Antonovna, matka Bananana (není v titulcích)
- Jekatěrina Ryžikova – epizodní role (není v titulcích)
- Jurij Doronin – epizodní role (není v titulcích)
- Andrej Rabinovič – člověk v restauraci (není v titulcích)
- Alexej Golcov – epizodní role (není v titulcích)
- Mini Music Hall – vede Igor Dolskij

## Filmový štáb
- scénář — Sergej Livněv, Sergej Solovjov
- režie — Sergej Solovjov
- hlavní kameraman — Pavel Lebešev
- vedoucí výpravy — Marksen Gauchman-Sverdlov
- hudební skladatel — Boris Grebenščikov
- mistr zvuku — Jekatěrina Popova
- originální hudba k filmu — Boris Grebenščikov a skupina Akvárium
- koordinátor kaskadérských kousků — Konstantin Demachin, Alexandr Inšakov
- návrh kostýmů - Jelena Zelinská
- scénografie — Sergej Šutov
- světelné efekty — Alexandr Zejgerman
- malíř— Michail Rošal-Fjodorov
- vrchní osvětlovač — Gennadij Ivanov

- vedoucí výroby — E. Golynskij, V. Kirillova, J. Šumilo
- grafický design — L. Grigorjeva, V. Palkus
- úvodní titulky — Dmitrij Solovjov
- animátor — Vadim Medžibovskij
- sen Bananana č. 1: animace Sergej Bugajev
- sen Bananana č. 2: ukázka z filmu Nanajnana (1984), výrobeno společností Mžalalafilm, režisér Jevgenij Kondratěv
- fotograf — Igor Starcev
- asistenti:
  - umělce — O. Potanin
  - kamery — A. Širokov
  - režiséra — A. Bljumin, S. Babickij, L. Kajumova
- hudební redaktor — Minna Blank
- redaktor — Jelena Cicina
- kombinované natáčení:
  - kameraman — Viktor Žanov
  - umělec — Albert Rudačenko
  - umělecký maskér — Irina Sarkisova
- střih — Věra Kruglova
- kostýmní výtvarník — Irina Ginno
- kameramani — Jurij Kobzev, Jurij Jakovlev
- druhý režisér — Viktor Trachtenberg
- nahrávání hudby — Jevgenija Někrasova
- vedoucí obrazu — Vladimir Dudin

## Vznik filmu

### Název
Název filmu navrhl Sergej Bugajev, který hraje Bananana.

V interview Sergej Solovjov řekl:
-         A odkud se vlastně vzal název Assa?
-         Od Serjoži Bugajeva, ‚Afriky'. Nejdřív se film jmenoval ‚Buď zdráv, mládenče‘ nebo tak nějak, ve smyslu ‚buď zdráv, nový chlapče‘. A jednou večer za mnou Serjoža přišel a řekl: ‚Pojmenujte film Assa!‘ – ‚Ale proč Assa?‘ – ‚To je jedno. Jestli to má být úspěšný film, pojmenujte ho Assa,‘ – tvrdil Afrika. – ‚Zítra Vám řeknu proč.‘ Abych měl klid, tak jsem mu to slíbil. Druhého dne se nechal strhnout bláboly o ‚čistých‘ a ‚nečistých‘ spasených stvoření, o starozákonním Noemovi, který po sestoupení z archy na zem zakřičel ‚As-s-sa!!‘ A když Bugajovi došlo, jak mě tím vším unavuje, řekl: ‚No, jestli nechcete, můžete ten název chápat jako abreviaturu: Autor Solovjov Sergej Alexandrovič.‘
Samotné heslo ‚Assa‘ zavedl do prostředí rocku umělec Oleg Kotělnikov. Heslo se často používalo ve spojení s kotelnou Kamčatka, kde pracoval Viktor Coj.

V roce 2012 představil Sergej Bugajev při promítání filmu 2-Assa-2 na Jaltě následující verzi vzniku názvu filmu:
‚Když jsme natáčeli na Jaltě, pili jsme hodně vína Massandra. Jednou jsme ve slově Massandra přeškrtli první písmeno a pak také pár posledních písmen. Ve výsledku vznikl krásný nápoj ‚Assa‘. Dokonce jsme potom navrhovali přejmenovat vinařství na ‚Assu‘ a vyrábět nápoj s takovým krásným jménem.'
(S. Bugajev v interview pro noviny Letňaja stolica # 32 (321) от 23.8.2012)

### Místa natáčení
Film se natáčel na Jaltě v zimě roku 1987. Alika a Krymov byli ubytováni v hotelu Oreanda. Lanovka vedoucí od pobřeží Jalty ke kopci Darsan se stala po vstupu filmu do kin oblíbenou městskou památkou. Restaurace, ve které hrál Bananan a obědvali Krymov a Alika, kde se odehrála rvačka ‚Majora‘ a kam přišel pracovat Viktor Coj (namísto Bananana), se nacházela v pravém křídle hotelu Tavrida, vedle lanovky ‚Jalta-vršek‘. Scény, ve kterých je Krymov sledován kamerou, byly natočeny v Nikitské botanické zahradě.
Ve filmu lze poukázat na malou nepřesnost. Krymov a Bananan jedou z Jalty na dostihovou dráhu do Simferopolu. Film se odehrává v roce 1980 a dráha v Simferopolu byla zavřena už na začátku sedmdesátých let. Epizoda se natáčela na moskevské dostihové dráze.
Epizoda filmu, ve které Coj zpívá píseň ‚Chci změny!‘, se natáčela v Zeleném divadle Centrálního parku kultury a oddechu Maxima Gorkého v Moskvě. Místo toho, aby se platil komparz, zorganizoval štáb bezplatný koncert skupiny Kino, během kterého epizodu natočili. Kvůli natáčení byla píseň nazpívána na fonogram. Zbytek koncertu zahráli naživo. Publikum, které přišlo na koncert, natolik pobouřilo dlouhé čekání kvůli přípravě na natáčení scény, že převrhlo hasičské auto, připravené na místě kvůli zabezpečení.
Historické scény se natáčeli v Michajlovském zámku v Leningradě.

## Fakta
- Pracovní název filmu Assa byl ‚Buď zdráv, mládenče!'. S tímto názvem se prováděly první zkoušky. Jméno hlavní postavy filmu, Bananan, měla i postava z písně ‚Buď zdráv, mládenče‘ (píseň zazněla ve filmu), kterou složil a zazpíval Jurij Černavskij. Tato píseň se objevila na jeho slavném rockovém albu Banánové ostrovy, které nahrál v únoru roku 1983.

- Hlavní hrdinka se jmenuje Alika – Sergej Livněv, autor scénáře, který měl v té době román s herečkou Alikou Směchovovou, se tak rozhodl zvěčnit památku na svou milovanou, jež se později stala jeho ženou. Taťjana Dubrič ve filmu skrze svou postavu o tomto jménu říká: ‚Blbé jméno a hotovo. Máma mě chtěla pojmenovat Alexandra a otec Lika. Dohodli se na kompromisu a vznikla Alika. Bláznivé, jako ostatně každý kompromis.‘

- Fráze Bananana ‚Ne pro peníze se narodil futurista Vladimir Majakovskij‘ odkazuje na málo známý a nedochovaný film Majakovského s názvem Ne pro peníze se narodil (adaptace románu Martin Eden od Jacka Londona).
- V kině se Alika a Bananan dívají na film Tichá ulice, kde hraje Charlie Chaplin.

- Krymov ve filmu cituje Píseň o příteli od Vysockého:

Myslel sis: přítel můj, a teď
ryba, rak nebo tak či tak
(překlad J. Nohavica)
- Dále Krymov cituje Puškina:

/XXXVII/
Padalo šero. V samovaru
uhlíky rudě svítící
syčivě zahřívaly páru
pod velkou čínskou konvicí.
Už Olga, jako když si hraje,
pramínek voňavého čaje
vlévala do porcelánu,
hoch nabízel všem smetanu.
Taťjana před rozruchem v domě
odešla k oknu... prochladlá
modř průzračného zrcadla
zasedla dechem ... podvědomě
kreslil prst na zamžené sklo
monogram lásky E a o ...
(překlad O. Mašková)
- Umělci z liliputánského divadla hrají části operety Čardášova princezna od Imreho Kálmána.
- Ve scéně, kde se Krymov, Albert a Zoja prochází v Nikitské botanické zahradě, hraje chorální preludium F-moll ‚Ich ruf zu dir Herr Jesus Christ‘ od J. S. Bacha.
- Černoch Viťja, který hraje zahraničního umělce, si ve vestibulu hotelu pobrukuje píseň Beyond the Sea od Bobbyho Darina a Moon over Bourbon Street od Stinga (ačkoliv album The Dream of the Blue Turtles s touto písní vyšlo až v roce 1985, tedy až po událostech ve filmu).
- Monolog ‚Majora‘ o Gagarinovi je čistou improvizací herce Alexandra Baširova[5], kterému vypadl text ze scénáře.
- Vedení hotelu Oreanda zamítlo žádost o natáčení v jeho prostorách. Zoufalý Sergej Solovjov poslal telegram generálnímu tajemníkovi Michajlovi Gorbačovovi. Když se telegram náhodně dostal do rukou adresáta, Gorbačov se natolik rozezlil, že byl problém s natáčením okamžitě vyřešen.
- Portrét Brežněva, kolem kterého projdou postavy z filmu, namaloval místní umělec speciálně pro natáčení. To, že se portrét objevil na nábřeží několik let po smrti generálního tajemníka, zapříčinilo u místního obyvatelstva vznik všemožných domněnek.
- Nápad s palmou na otáčejícím se přehrávači Bananana dostali autoři filmu na koncertně skupiny Kabinet - první skupiny v SSSR, která v polovině osmdesátých let hrála ve stylu ska.
- Na začátku jízdy lanovkou je zřetelně vidět, že si hlavní postavy sedly do červené kabinky. Na konci jízdy ale Bananan sedí v modré kabince.

## Soundtrack
- skupina Kino

·         Viktor Coj
·         Georgij Gurjanov – bicí
·         Jurij Kasparjan – kytara
·         Igor Tichomirov – baskytara
·         Andrej Krisanov – baskytara
·         Sergej ‚Afrika‘ Bugajev – bicí
·         Timur Novikov – umělec
- Akvárium

·         Boris Grebenščikov
·         Vsevolod Gakkel – vokál, violoncello
·         Djuša Romanov – vokál, flétna
·         Alexandr Titov - baskytara
·         Alexandr Ljapin - kytara
·         Pjotr Troščenkov - bicí
- Bravo

·         Žanna Aguzarova - vokál
·         Jevgenij Chavtan - kytara
·         Pavel Kuzin - bicí
·         Fjodor Ponomarjov – saxofon, klávesy
·         Timur Murtazajev - baskytara
- Svaz skladatelů

·         Alexandr Sinicyn – vokál, kytara
·         Michail Michajljuk - klávesy
·         Maja Mantaševa - vokál
- autoři písní

·         Boris Grebenščikov
·         Viktor Coj
·         Jevgenij Chavtan
·         Alexandr Sinicyn
·         Vladimir Matěckij
·         Jurij Černavskij